# Břetislav Olomoucký
Břetislav Olomoucký († před 1201) byl syn olomouckého údělného knížete Oty III. Dětleba a jeho manželky Durancie. Spolu se svým bratrem Vladimírem byl vládcem olomouckého údělu od roku 1189 do přelomu století, kdy bylo roku 1201 zřízeno markrabství moravské.
V roce 1189 se olomoucký údělník Konrád II. Ota stal českým knížetem a z vyhnanství povolal své příbuzné. Vladimír a jeho bratr pak vládli Olomoucku víc než deset let, s výjimkou let 1192-4, kdy je nahradil Vladislav Jindřich jako moravský markrabí.
Břetislav po sobě zanechal syna Sifrida.
V roce 2018 byli v kostele sv. Štěpána při komplexu kláštera Hradisko v Olomouci nalezeny mnohokrát přesunuté ostatky Oty III. a jeho ženy Durancie. Mimo ně se v sakristii našli ostatky jejich dcery Marie a syna (není známo zda se jedná o syna Břetislava či Vladimíra). Další ostatky patřili Otovu dědovi Otu I. a jeho ženě Eufemii, kteří daný klášter zakládali.